# Coup d'État de 1974 en Éthiopie
Le coup d'État de 1974 en Éthiopie est survenu le 12 septembre 1974 lorsque l'empereur Haïlé Sélassié a été déposé par le Comité de coordination des forces armées, de la police et de l'armée territoriale, une junte militaire soutenue par les soviétiques qui a par conséquent dirigé l'Éthiopie sous le nom de Derg jusqu'en 1991.
En février 1974, la révolution éthiopienne s'est accompagnée de mutineries d'unités militaires du gouvernement qui ont été déclenchées par le ressentiment des bas salaires. Le Derg a créé le Conseil de coordination des forces armées en juin 1974 et s'est rapidement développé pour renverser les ministres de Haïlé Sélassié sous le Premier ministre Endalkachew Mekonnen. Après avoir déposé l'empereur, nombre de ses personnes et membres de la famille royale ont fui à Londres, comme le prince héritier Amha Sélassié. Le 27 mars 1975, le Derg a officiellement aboli la monarchie et l'empire éthiopien dans son ensemble, et a commencé à mettre en œuvre un système marxiste-léniniste, ainsi qu'à nationaliser toutes les propriétés. Haïlé Sélassié est décédé le 27 août, différentes sources attribuant sa mort à un étranglement sur ordre du gouvernement militaire ou à des causes naturelles lors d'une opération de la prostate.

## Contexte
Un mode de production semi-féodal a été une caractéristique majeure de l'économie (en) de l'empire éthiopien pendant plusieurs siècles. La terre, qui était le mode de production le plus essentiel, avait été amassée par l'église (plus de 25%), l'empereur Haïlé Sélassié et sa famille (20%), les seigneurs féodaux (30%) et l'État (18%), laissant à peine 7 % aux quelque 23 millions de paysans éthiopiens.
Les paysans sans terre ont perdu jusqu'à 75% de leur production au profit de leurs propriétaires. À la fin du 18e et au début du 19e siècle, l'offre de main-d'œuvre esclave pour l'agriculture était monnaie courante et les locataires sans terre souffraient d'une vie misérable. Tout locataire qui ne fournirait pas volontairement le service nominal était considéré comme un rebelle et était par la suite emprisonné, fouetté ou autrement puni.
Sous le règne de l'empereur Haïlé Sélassié, il a promis au pays de suivre la démocratie et d'apporter la modernisation, par exemple en introduisant les Constitutions de 1931 (en) et 1955 (en).
Haïlé Sélassié a fait face à de graves contrecoups et à une réputation publique négative (en), en grande partie à cause de la surimposition à Godjam à partir de 1930, de la famine (en) de Wello et du Tigré en 1958 et de la saisie autocratique des terres. Le 13 décembre 1960, une tentative de coup d'État militaire a eu lieu au palais Guenete Leul d'Addis-Abeba par des groupes d'opposition, dont Germame Neway (en) et Mengistu Neway, après qu'Haïlé Sélassié ait effectué une visite d'État au Brésil. Bien qu'il ait échoué, ce coup d'État a été considéré comme le point de départ des mouvements étudiants contre le gouvernement Haïlé Sélassié. En février 1965, des étudiants de l'Université d'Addis-Abeba a défilé dans les rues sous le slogan "Land for the Tiller", exigeant une réforme et une distribution agraires. Parallèlement à des combinaisons de mouvements de résistance armée en Érythrée au début des années 1960 et dans certaines provinces éthiopiennes de Bale, Godjam et Tigré, le gouvernement d'Haïlé Sélassié a été submergé au début des années 1970. En 1973, la sécheresse sévère a tué 100 000 personnes dans les provinces de Wello et du Tigré, qui a notamment dégradé son image publique.
En février 1974, des mutineries ont éclaté dans l'armée à cause des bas salaires et des conflits sécessionnistes en Érythrée.

## Coup d'État
En juin 1974, le Derg, comme on l'appellera plus tard, est créé en tant que Comité de coordination des forces armées, de la police et de l'armée territoriale. En moins de trois mois, il grandit assez rapidement pour renverser le cabinet Endalkachew Mekonnen.
Le 12 septembre 1974, Haïlé Sélassié a été emprisonné par un groupe de policiers relevant du Comité de coordination. L'ancien prince héritier Amha Sélassié, âgé de 58 ans, aux côtés de nombreux patronages de l'empereur, a été exilé à Londres. Le 23 novembre, le massacre des soixante (en) a eu lieu, au cours duquel 60 fonctionnaires du gouvernement d'Haïlé Sélassié, dont deux anciens premiers ministres, ont été exécutés par un peloton d'exécution dans la prison de Kerchele (en). L'exécution a été entendue sur la radio éthiopienne le lendemain. Le conseil comprenait également le général Aman Andom, l'un des chefs du coup d'État, et le petit-fils de Haïlé Sélassié, l'amiral Iskinder Desta (en). Parmi les autres personnes exécutées à cette époque figuraient environ 200 anciens ministres, responsables gouvernementaux, gouverneurs de province et juges qui étaient détenus dans les caves du Palais national en attendant leur procès pour corruption et mauvaise administration.
Inspiré par la politique marxiste-léniniste, le Comité de coordination a aboli le système semi-féodal et mis en place un système nationalisé. Le 21 mars 1975, le Derg a formellement aboli l'Empire éthiopien, avec tous les titres impériaux. Le 27 août 1975, Haïlé Sélassié est décédé dans un petit appartement à l'intérieur de son palais à l'âge de 83 ans. Des sources officielles ont attribué sa mort à des causes naturelles causées par une opération de la prostate, mais des preuves ultérieures ont émergé suggérant qu'il a été tué par strangulation dans son lit sur ordre du gouvernement militaire.